# Luis Pedro Cavanda
Luis Pedro Cavanda (ur. 2 stycznia 1991 w Luandzie) – belgijski piłkarz pochodzenia angolskiego grający na pozycji prawego obrońcy w szwajcarskim klubie Neuchâtel Xamax.

## Kariera klubowa
Swoją karierę piłkarską Cavanda rozpoczął w klubie Standard Liège. W 2007 roku wyjechał do Włoch i został zawodnikiem młodzieżowej drużyny rzymskiego S.S. Lazio. Rok później awansował do pierwszego zespołu Lazio. 29 sierpnia 2010 zadebiutował w Serie A w przegranym 0:2 wyjazdowym meczu z Sampdorią, gdy w 57. minucie zmienił Simone Del Nero. Zimą 2011 został wypożyczony do drugoligowego Torino FC, w którym po raz pierwszy wystąpił 19 lutego 2011 w domowym meczu z Pescarą (3:1). Latem 2011 wrócił do Lazio, a w styczniu 2012 wypożyczono go do grającego w Serie B, SSC Bari. W Bari swój debiut zaliczył 12 lutego 2012 w przegranym 1:2 domowym spotkaniu z US Sassuolo. Pół roku później ponownie był piłkarzem Lazio. W maju 2013 zdobył z Lazio Puchar Włoch. W Lazio grał do lata 2015.
Latem 2015 Cavanda zmienił klub i podpisał kontrakt z tureckim Trabzonsporem. Trabzonspor zapłacił za Belga kwotę 1,8 miliona euro. W zespole Trabzonsporu zadebiutował 15 sierpnia 2015 w zwycięskim 1:0 domowym meczu z Bursasporem.
9 sierpnia 2016 roku Cavanda został kupiony przez Galatasaray SK za 1,8 miliona euro, następnie w latach 2018–2020 występował w Standard Liège. 
25 maja 2022 belgijski klub Neuchâtel Xamax z Swiss Challenge League potwierdził o, że Cavanda dołączył do klubu z rocznym kontraktem.
| Sezon   | Klub           | Kraj   | Rozgrywki       | Mecze | Gole |
| ------- | -------------- | ------ | --------------- | ----- | ---- |
| 2010/11 | S.S. Lazio     | Włochy | Serie A         | 3     | 0    |
| 2010/11 | Torino FC      | Włochy | Serie B         | 3     | 0    |
| 2011/12 | S.S. Lazio     | Włochy | Serie A         | 1     | 0    |
| 2011/12 | SSC Bari       | Włochy | Serie B         | 8     | 0    |
| 2012/13 | S.S. Lazio     | Włochy | Serie A         | 14    | 0    |
| 2013/14 | S.S. Lazio     | Włochy | Serie A         | 19    | 1    |
| 2014/15 | S.S. Lazio     | Włochy | Serie A         | 16    | 0    |
| 2015/16 | Trabzonspor    | Turcja | Süper Lig       | 25    | 0    |
| 2016/17 | Galatasaray SK | Turcja | Süper Lig       | 7     | 0    |
| 2017/18 | Standard Liège | Belgia | Eerste klasse A | 29    | 1    |
| 2018/19 | Standard Liège | Belgia | Eerste klasse A | 20    | 1    |
| 2019/20 | Standard Liège | Belgia | Eerste klasse A | 0     | 0    |

## Kariera reprezentacyjna
Cavanda grał w młodzieżowych reprezentacjach Belgii na różnych szczeblach wiekowych. W dorosłej reprezentacji Belgii zadebiutował 10 października 2015 w wygranym 4:1 meczu eliminacji do Euro 2016 z Andorą, rozegranym w Andorze, gdy w 81. minucie tego meczu zmienił Thomasa Meuniera.